# Hongrois en Allemagne
Les Hongrois en Allemagne (en hongrois : Németországi magyarok ; en allemand : Ungarn in Deutschland) sont les citoyens allemands d'origine hongroise. Beaucoup de Hongrois ont fui en Allemagne après l'insurrection de Budapest en 1956. Un très grand nombre d'entre eux et de leurs descendants sont devenus connus ou reconnus, parmi eux nous pouvons citer Imre Kertész ou Joschka Fischer. 
La majorité des Hongrois en Allemagne vivent dans les Länder du Sud, notamment la Bavière et le Bade-Wurtemberg.